# Maria Amélia của Brasil
Dona Maria Amélia (1 tháng 12 năm 1831 – 4 tháng 2 năm 1853) là Hoàng nữ của Đế quốc Brasil và là thành viên của nhánh Brasil của Vương tộc Bragança. Cha mẹ cô là Hoàng đế Pedro I, người trị vì đầu tiên của Brasil, và Amélie của Leuchtenberg. Cô là người con duy nhất trong cuộc hôn nhân thứ hai của cha cô, Maria Amélia được sinh ra ở Vương quốc Pháp sau khi Pedro I thoái vị ngai vàng Brasil để nhường ngôi cho con trai ông là Thái tử Pedro. Trước khi Maria Amélia được một tháng tuổi, Pedro I đã đến Bồ Đào Nha để khôi phục vương miện cho cô con gái lớn trong cuộc hôn nhân đầu tiên của ông, Hoàng nữ Maria. Ông đã chiến đấu thành công chống lại em trai mình là Miguel I, người đã soán ngôi của con gái ông.
Chỉ vài tháng sau chiến thắng, Pedro I qua đời vì bệnh lao. Mẹ của Maria Amélia đã đưa cô đến Bồ Đào Nha, nơi cô ở lại gần như cả đời mà chưa từng đến thăm Brasil. Chính phủ Brasil từ chối công nhận Maria Amélia là thành viên của Hoàng gia Brasil vì cô sinh ra ở nước ngoài, nhưng khi người anh cùng cha khác mẹ của cô là Hoàng đế Pedro II được tuyên bố đủ tuổi trị vì đế chế vào năm 1840, ông đã can thiệp vào quyết định của chính phủ Brasil để đòi lại tước hiệu Hoàng nữ Brasil cho cô.
Maria Amélia đính hôn với Đại công tước Maximilian của Áo vào đầu năm 1852, và vị Đại công tước này dành cho công chúa một tình yêu rất lớn, cho đến khi ông bị xử bắn bởi phe Cộng hoà Mexico. Tuy tình yêu đẹp, nhưng trước khi hôn lễ diễn ra, Maria Amelia đã mắc bệnh lao và được đưa đến thị trấn Funchal trên đảo Madeira của Bồ Đào Nha. Bất chấp khí hậu được cho là trong lành, sức khỏe của cô tiếp tục xấu đi và cô qua đời vào ngày 4 tháng 2 năm 1853. Thi thể của Maria Amelia được đưa đến đất liền Bồ Đào Nha và được an táng trong Pantheon của Vương tộc Bragança; gần 130 năm sau, hài cốt của cô được đưa đến Brasil. Để mãi nhớ đến con gái mình, mẹ của Maria Amélia đã tài trợ cho việc xây dựng bệnh viện ở Funchal và đặt tên cho nó là "Princesa D. Maria Amélia". Vị hôn phu của Maria Amélia là Maximilian, sau khi đã lấy vợ là Vương nữ Charlotte của Bỉ, ông và vợ đã hành hương đến Brasil và Madeira, một hành trình đã ảnh hưởng đến việc ông chấp nhận ngai vàng Mexico vào năm 1864 và cuối cùng dẫn đến cái chết bi thảm của chính ông khi đế chế này sụp đổ.

## Thời niên thiếu
Maria Amélia sinh ngày 1 tháng 12 năm 1831 tại Paris và được đặt tên thánh là Maria Amélia Augusta Eugênia Josefina Luísa Teodolinda Elói Francisco Xavier de Paula Gabriela Rafaela Gonzaga. Cô là con gái duy nhất của Dom Pedro, Công tước xứ Braganza, và người vợ thứ hai Amélie của Leuchtenberg. Thông qua cha mình, Maria Amélia là thành viên của chi nhánh Brasil của Vương tộc Bragança, và được gọi bằng kính ngữ Dona (Quý bà) từ khi sinh ra. Cô là cháu gái của Vua Bồ Đào Nha João VI.  Mẹ của Maria Amélia là con gái của Eugène de Beauharnais, Công tước xứ Leuchtenberg, con riêng của Hoàng hậu Josephine, vợ đầu của Hoàng đế Napoléon Bonaparte của Pháp. Eugène đã kết hôn với Vương nữ Auguste của Bayern, con gái lớn của Maximilian I Joseph của Bayern.
Pedro trước đây là Hoàng đế đầu tiên của Đế chế Brasil, với đế hiệu là Pedro I, và cũng là Vua của Bồ Đào Nha, với vương hiệu Pedro IV. Ông được kế vị ngai vàng Bồ Đào Nha bởi con gái lớn của ông, Nữ vương Maria II, chị gái cùng cha khác mẹ của Maria Amélia. Nữ vương trẻ tuổi là con gái trong cuộc hôn nhân đầu tiên của Pedro với Nữ Đại vương công Maria Leopoldine của Áo. Năm 1828, vương miện của Maria II bị chiếm đoạt bởi người chú Miguel I, em trai của Pedro. Mong muốn khôi phục ngai vàng cho con gái mình, Pedro đã thoái vị ngai vàng Brasil vào tháng 4 năm 1831 và khởi hành đến châu Âu cùng với Hoàng hậu Amélie, người đang mang thai Maria Amélia.
Để thừa nhận quyền của Maria Amélia với tư cách là một Hoàng nữ Brasil, Pedro đã mời một số vị khách đến chứng kiến sự ra đời của cô, trong đó có phái viên ngoại giao Brasil tại Pháp. Cha mẹ đỡ đầu của đứa trẻ sơ sinh là Vua Pháp Louis Philippe I và người phối ngẫu của ông là Maria Amalia của Hai Sicilie, người mà cô được đặt theo tên. Pedro đã gửi một bức thư cho những người con của mình vẫn còn ở Brasil—bao gồm cả con trai ông, hoàng đế trẻ tuổi Pedro II, với thông điệp: "Chúa Quan phòng muốn giảm bớt nỗi buồn mà trái tim người cha của tôi cảm thấy khi phải chia xa Y.I.M. [Bệ hạ], đã cho tôi thêm một Cô con gái, và với Y.I.M., thêm một người em và thần dân".

### Trở về Bồ Đào Nha

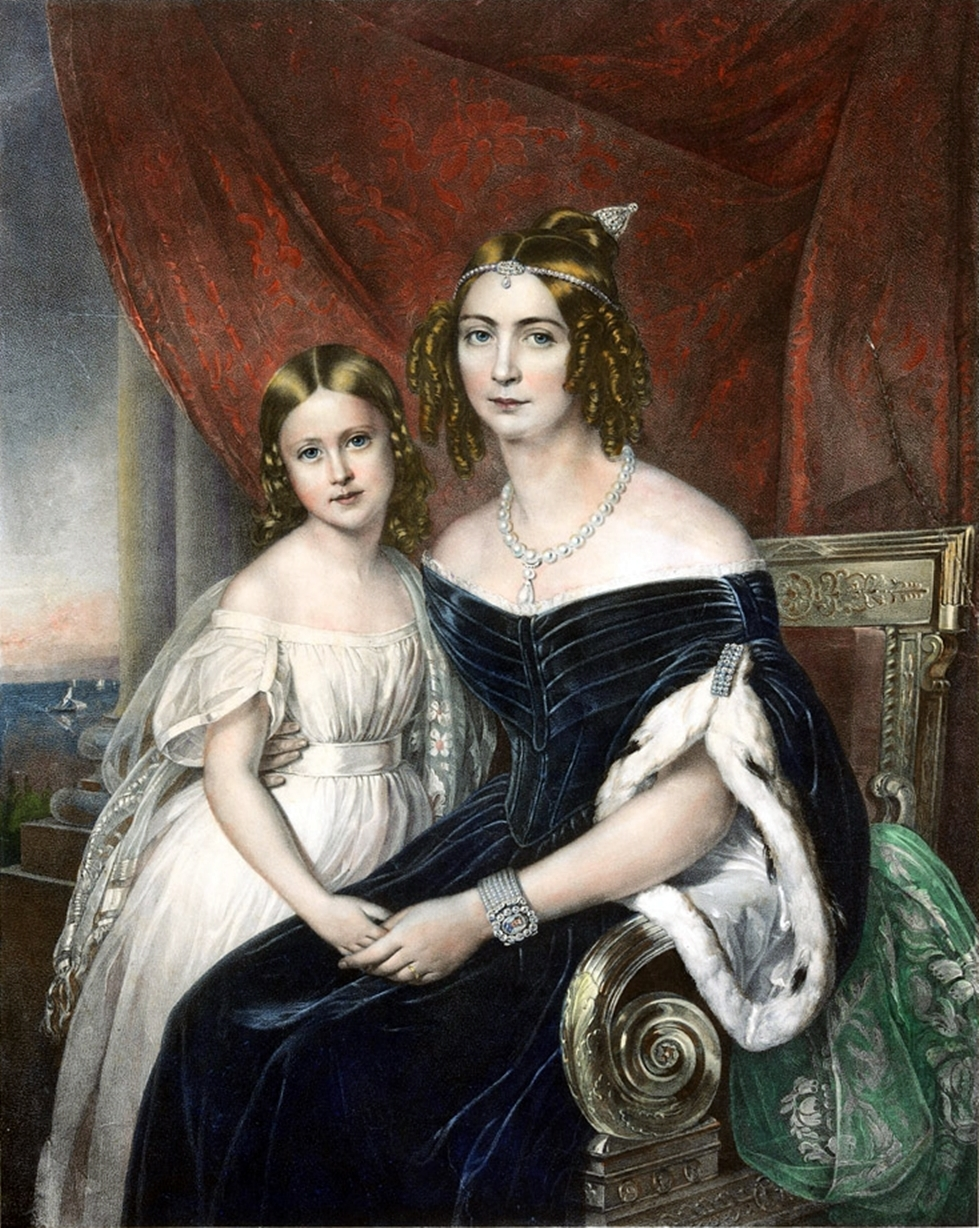
Maria Amélia với mẹ năm 1840

Khi Maria Amélia mới 20 ngày tuổi, cha của cô đã rời Pháp để đến Bồ Đào Nha cùng với những người ủng hộ mình để đòi lại ngai vàng cho con gái lớn. Trong gần hai năm, cô sống ở Paris cùng với mẹ và người chị gái cùng cha khác mẹ là Công chúa Maria, người sau này trở thành Nữ vương Maria II của Bồ Đào Nha. Khi có tin thủ đô Lisboa của Bồ Đào Nha đã rơi vào tay lực lượng của Pedro, cả 3 mẹ con đã rời Paris cùng để đến Bồ Đào Nha đoàn tụ với chồng. Họ đến Lisboa vào ngày 22 tháng 9 năm 1833 và lên đường vào ngày hôm sau. Charles John Napier, một sĩ quan hải quân Anh từng chiến đấu bên cạnh Pedro, đã viết về cuộc hội ngộ đầy xúc động như sau:
Tôi chưa bao giờ thấy [Pedro] hạnh phúc và hài lòng như vậy; ông ấy đã lên tàu ngay trên Belém một chút; ông được hoàng hậu [Amélie] đón tiếp tại bậc thang, người đã ôm hôn ông với tình cảm nồng nhiệt nhất: Nữ vương [Maria II] rất xúc động và không cầm được nước mắt. Công chúa nhỏ [Maria Amélia], con gái út của ông, đã thu hút rất nhiều sự chú ý của ông: cô trở nên hơi sợ hãi khi nhìn thấy bộ râu rậm rạp của cha và không cảm thấy ấm áp trước những cái vuốt ve của ông.

Với việc Vua Miguel I bị đánh bại và phải sống lưu vong, và Maria II được phục hồi ngai vàng, Maria Amélia và gia đình của cô vẫn ở lại Bồ Đào Nha, lần đầu tiên cư trú tại Cung điện Ramalhão, và sau đó là tại Cung điện Hoàng gia Queluz gần Lisboa. Nhưng chiến tranh đã ảnh hưởng đến sức khỏe của Pedro, và ông sắp chết vì bệnh lao. Maria Amélia, chưa đầy ba tuổi, được đưa vào giường bệnh của Pedro vào những giờ đầu ngày 24 tháng 9 năm 1834. Rất yếu, Pedro giơ tay chúc phúc cho cô và nói: "Hãy nói với đứa trẻ này về ta, một người cha yêu thương con rất nhiều... đừng quên quên cha... hay luôn luôn vâng lời mẹ... đó là những ước nguyện cuối cùng của cha". Pedro qua đời vào đầu giờ chiều cùng ngày.

### Hoàng nữ Đế chế Brasil

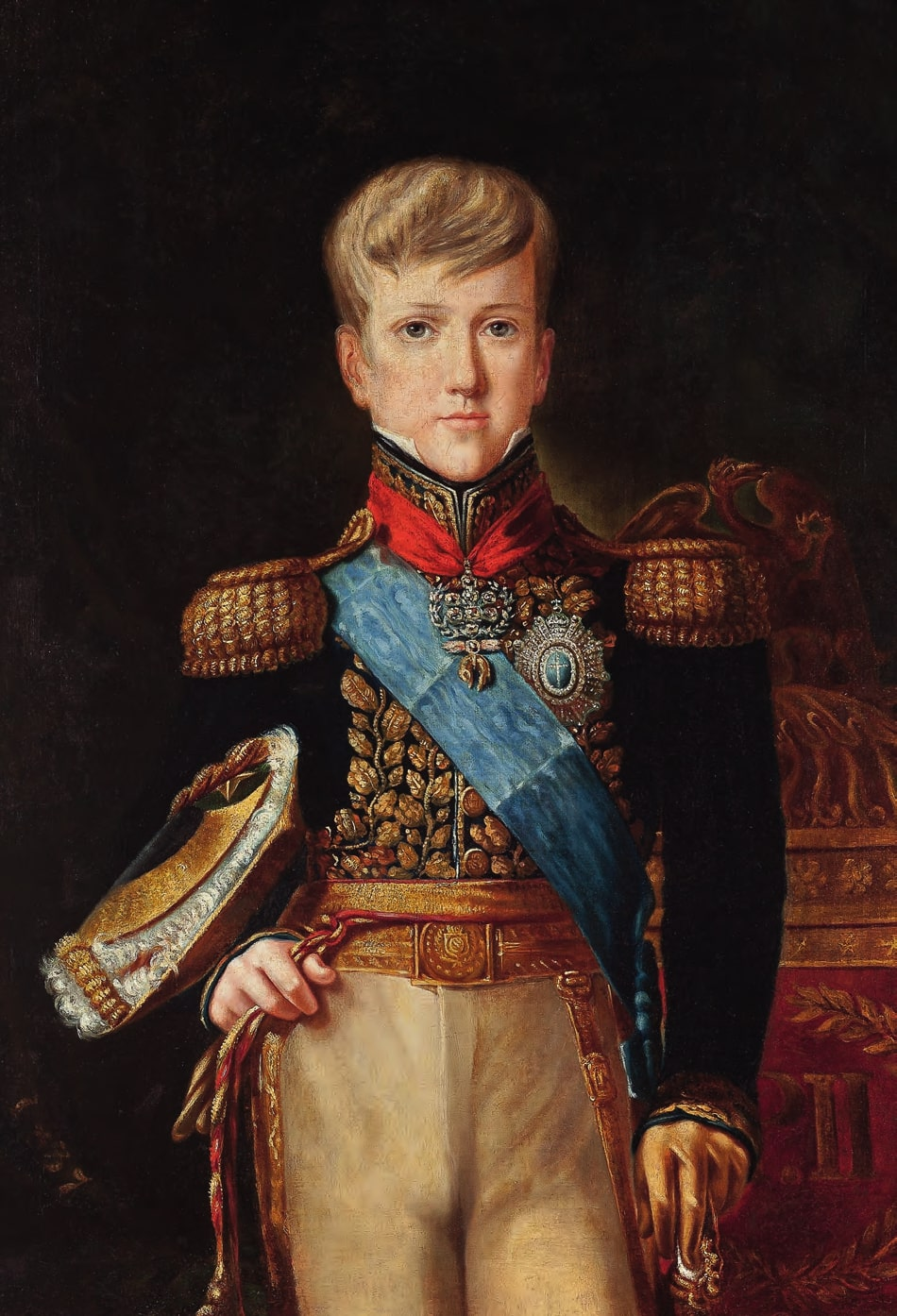
Hoàng đế Pedro II của Brasil là anh trai cùng cha khác mẹ của Maria Amélia, dù chưa từng gặp em gái mình, nhưng hoàng đế rất yêu thương bà

Amélie góa bụa không bao giờ tái hôn, và dành thời gian giám sát quá trình nuôi dạy con gái ở Bồ Đào Nha, nơi họ ở lại mặc dù không phải là thành viên của Hoàng gia Bồ Đào Nha, mặc dù có quan hệ họ hàng gần. Cả Amélie và con gái của cô ấy đều chưa từng đến thăm Brasil thêm bất cứ lần nào, nhưng Amélie đã không thành công trong việc yêu cầu chính phủ Brasil công nhận con gái mình là một thành viên của Hoàng gia Brasil, điều này sẽ mang lại cho cô ấy một khoản trợ cấp từ Đế chế Brasil. Anh trai cùng cha khác mẹ của Maria Amélia là Hoàng đế Pedro II lúc này còn nhỏ và chính phủ Brasil nắm trong tay quyền nhiếp chính nên hoàng đế không thể can thiệp vào việc để em gái hưởng các đặc quyền là thành viên hoàng thất Brasil. Chính phủ từ chối công nhận Maria Amélia là hoàng nữ Brasil do cô sinh ra ở nước ngoài, và cấm cả cô và mẹ cô đặt chân đến Đế quốc Brasil. Tình hình chỉ thay đổi sau khi Hoàng đế Pedro II được tuyên bố đủ tuổi để cai trị đất nước vào năm 1840 và một trong những động thái đầu tiên khi ông nắm quyền trị vì chính là khẳng định rằng em gái của mình phải được công nhận là một thành viên trong gia đình hoàng gia của ông. Aureliano Coutinho (sau này là Tử tước Sepetiba), Bộ trưởng Bộ Ngoại giao, đã yêu cầu quốc hội Brasil công nhận Maria Amélia, việc này diễn ra vào ngày 5 tháng 7 năm 1841.

## Giáo dục

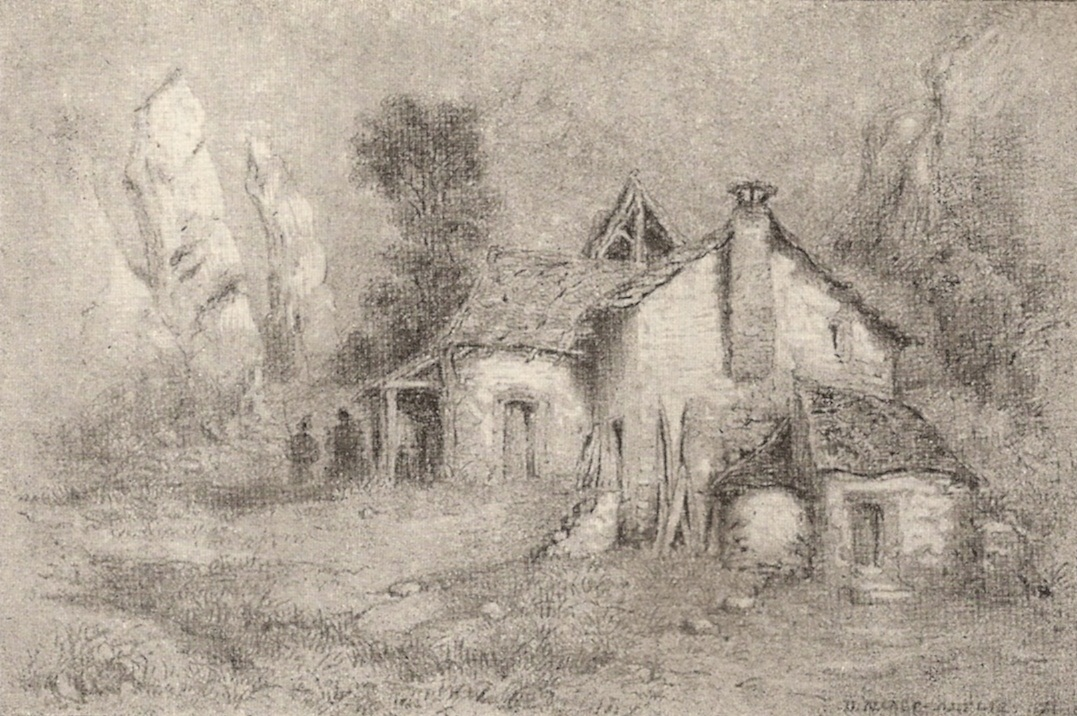
Một bức tranh được vẽ bởi Maria Amélia

Với mục đích trau dồi học vấn, Maria Amélia đã cùng mẹ chuyển đến München, kinh đô của Vương quốc Bayern vào giữa những năm 1840, nơi có nhiều người thân của cô đang sinh sống. Là một học sinh tận tụy, cô được tham gia các lớp học bao gồm hùng biện, triết học, lịch sử, địa lý, văn học Đức, toán học và vật lý. Cô học nói và viết không chỉ bằng tiếng Bồ Đào Nha mà còn cả tiếng Anh, tiếng Pháp và tiếng Đức. Cô có năng khiếu vẽ, tô màu và chơi piano rất điêu luyện. Một phụ nữ trẻ thông minh với tính khí nóng nảy và đầu óc sắc sảo, Maria Amélia được một giáo viên mô tả là có "một tài năng đặc biệt về phép biện chứng, một khả năng sẽ tạo ra tài sản của một sinh viên luật trẻ tuổi."
Ký ức về cha cô dường như đã thúc đẩy sự cống hiến của Maria Amélia cho việc học tập. Cựu hoàng đế Pedro II đã phủ một bóng đen lớn lên cuộc đời cô, và luôn được cô nhớ đến, cô thường hỏi những người xung quanh mình: "Và cha tôi, người đang nhìn tôi từ trên trời, liệu ông có hài lòng với con gái mình không? " Cô ấy chưa bao giờ có thể đối mặt với cái chết của cha mình và điều đó khiến cô ấy vô cùng xúc động. Maria Amélia nhận xét sau khi cô ấy nhìn thấy một khu vườn nơi Pedro trồng một cây Sycamore:
Một nỗi buồn sâu sắc xâm chiếm tôi khi ngắm nhìn những cái cây này, chúng đã sống sót qua cái chết của cha tôi và có lẽ vẫn sẽ tồn tại sau khi chúng ta chết. Đó là hình ảnh về sự mong manh của con người. Con người là loài yếu đuối nhất trong tất cả chúng sinh; cha tôi chết, trong khi những đồ vật của ông ấy sẽ tồn tại hàng thế kỷ! ... Nhưng tôi đang lạc đề trong những suy tư u sầu của mình.

## Hôn nhân

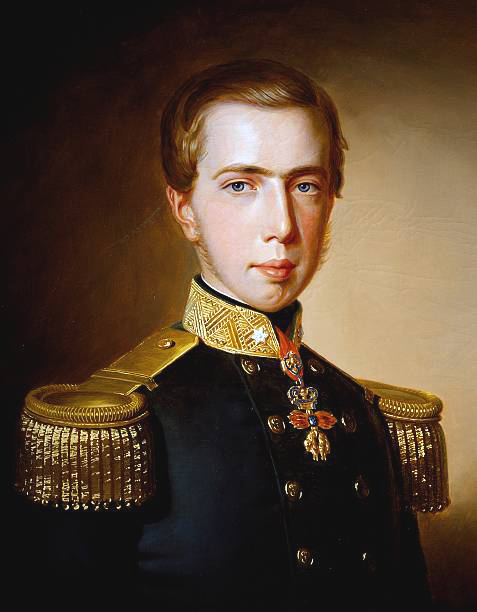
Chân dung của Đại công tước Maximilian năm 1850, người đã yêu Maria Amélia đến cuối đời dù hai người chưa từng có cơ hội làm lễ kết hôn chính thức vì cô mất sớm.

Cuối năm 1850, Maria Amélia và mẹ trở về Bồ Đào Nha, và định cư tại Cung điện Janelas Verdes. Đầu năm 1852, cậu họ của cô là Đại công tước Maximilian của Áo, khi đó đang phục vụ trong hải quân Áo và đang dừng chân ở Bồ Đào Nha, đã đến thăm cô. Mẹ của Maximilian là em gái cùng cha khác mẹ với bà ngoại của Maria Amélia, và cả hai người phụ nữ đều là thành viên của Vương tộc Wittelsbach đến từ Vương quốc Bayern. Ông cũng có quan hệ họ hàng với các anh chị em cùng cha khác mẹ của Maria Amélia, vì cha ông là em trai của Hoàng hậu Brasil Leopoldine. Họ đã gặp nhau trước đó trong một cuộc đoàn tụ gia đình ở München vào năm 1838, khi cả hai còn là những đứa trẻ. Tuy nhiên, trong lần gặp thứ hai này, họ đã yêu nhau. Maximilian bị mê hoặc bởi Maria Amélia, một phụ nữ trẻ tốt bụng với đôi mắt xanh và mái tóc vàng "có vẻ đẹp nổi bật cũng như trí thông minh uyên bác". Họ đã đính hôn, nhưng lễ đính hôn chưa bao giờ được chính thức thực hiện do cô mất sớm.

## Những năm cuối đời và cái chết

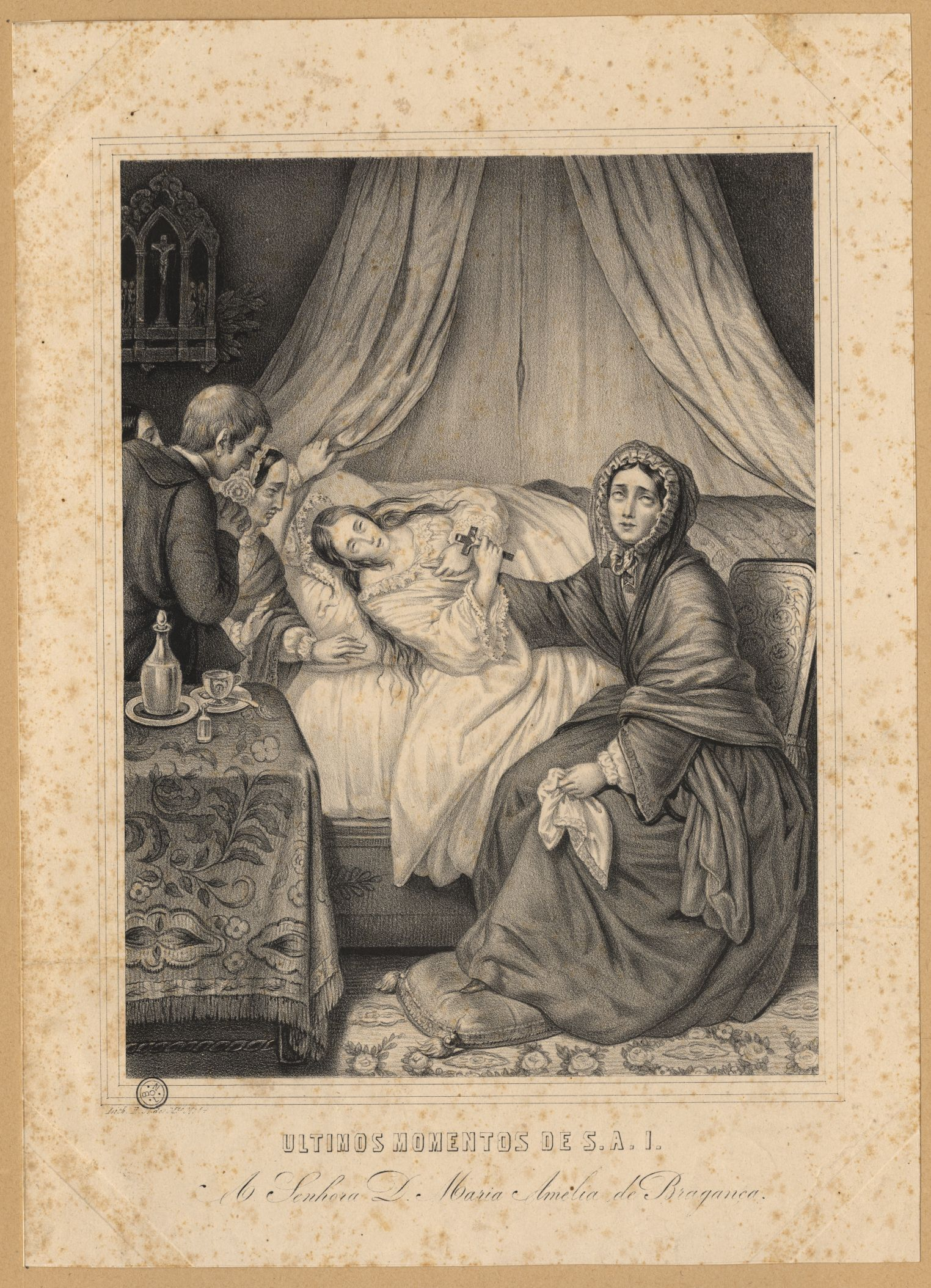
Những khoảnh khắc cuối cùng của Maria Amélia bên mẹ

Tháng 2 năm 1852, Maria Amélia mắc bệnh ban đỏ. Nhiều tháng trôi qua, cô không hồi phục và bị ho dai dẳng, khởi phát của bệnh lao. Vào ngày 26 tháng 8, công chúa rời cung điện Janelas Verdes, nơi cô sống và đến đảo Madeira. Khí hậu của hòn đảo nổi tiếng là trong lành, như Maria Amélia đã ghi chép: "những cơn sốt biến mất, họ nói, như thể bằng phép thuật!"
Maria Amélia và mẹ cô, người đã đi cùng cô, xuống thuyền vào ngày 31 tháng 8 tại Funchal, thủ phủ của Madeira. Cả thị trấn hân hoan chào đón cô, và một đám đông đi theo công chúa về ngôi nhà mới của cô. Cô rất yêu quý hòn đảo và nói với mẹ: "Nếu một ngày nào đó con lấy lại được sức khỏe cường tráng như xưa, chúng ta sẽ ở lại hòn đảo này một thời gian dài. Chúng ta sẽ thực hiện những chuyến du ngoạn dài ngày trên núi, chúng ta sẽ tìm thấy những điều mới mẻ, giống như chúng ta đã làm ở Stein!" Nhưng sức khỏe của cô ấy xấu đi, và đến cuối tháng 11, mọi hy vọng đều tiêu tan. Đến đầu năm 1853, công chúa nằm liệt giường và biết rằng cái chết đang đến gần: "Sức lực của tôi giảm dần từng ngày; tôi có thể cảm nhận được điều đó... chúng ta đang đi đến điểm bắt đầu của sự kết thúc." Sau nửa đêm một chút vào rạng sáng ngày 4 tháng 2, một linh mục đã thực hiện các nghi lễ cuối cùng. Maria Amélia đã cố gắng an ủi mẹ mình: "Mẹ đừng khóc... hãy để ý Chúa; xin Ngài đến giúp đỡ con trong giờ phút cuối cùng; xin Ngài an ủi người mẹ tội nghiệp của con!" Cô mất vào sáng hôm đó vào khoảng 04:00.
Thi thể của công chúa vẫn nằm trong nhà nguyện cạnh ngôi nhà nơi cô qua đời cho đến khi được đưa trở lại đất liền Bồ Đào Nha vào ngày 7 tháng 5 năm 1853. Vào ngày 12 tháng 5, quan tài được đưa xuống ở Lisboa, và một đám tang lớn đã diễn ra sau đó. Hài cốt của cô được an táng bên cạnh cha cô trong Braganza Pantheon, nằm trong Tu viện São Vicente de Fora. Gần 130 năm sau, vào năm 1982, hài cốt của Maria Amélia được đưa đến Brasil và đặt trong Convento de Santo Antônio (Tu viện Thánh Anthony) ở Rio de Janeiro, nơi các vương thất Brasil khác được an táng.

## Di sản

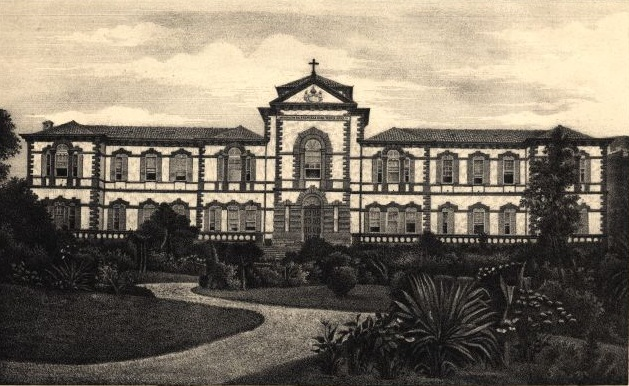
Bệnh viện Princesa D. Maria Amélia, được đặt theo tên của Công chúa

Hoàng đế Pedro II chưa bao giờ gặp trực tiếp em gái mình, nhưng đã phát triển mối quan hệ bền chặt với cô ấy qua những lá thư của cô ấy đã gửi cho ông. Hoàng đế đã viết trong nhật ký của mình 7 năm sau khi cô ấy qua đời: "Tôi đã nghe thấy thánh lễ cho em gái tôi [Maria] Amélia, người mà tôi rất thân thiết và cảm thấy rất tiếc vì chưa bao giờ được gặp." Mẹ của cô đến thăm mộ con gái vào ngày 4 tháng 2 hàng năm cho đến khi bà qua đời, và tài trợ cho việc xây dựng một bệnh viện ở Funchal có tên là "Princesa D. Maria Amélia" để vinh danh con gái bà; bệnh viện vẫn còn tồn tại cho đến ngày nay.  Amélie để lại tài sản của mình ở Vương quốc Bayern cho Đại công tước Maximilian, "người mà bà sẽ cảm thấy hạnh phúc khi Maximilian trở thành con rể, nếu Chúa để cô con gái yêu dấu của bà là Maria Amélia vẫn còn sống".
Đại công tước Maximilian bị ám ảnh bởi ký ức về Maria Amélia, và sau khi kết hôn với Charlotte của Bỉ, ông đã thực hiện một chuyến hành hương vào năm 1859–60 tới các địa điểm có liên hệ với vị hôn thê cũ của mình. Khi đến đảo Madeira, ông viết: "Ở đây, mất vì bệnh lao vào ngày 4 tháng 2 năm 1853, con gái duy nhất của Hoàng hậu Brasil, một con người có năng khiếu phi thường. Cô ấy rời bỏ thế giới đầy khiếm khuyết này, thuần khiết như một thiên thần trở về Thiên đường, quê hương thực sự của cô ấy."
Maximilian đã đến thăm bệnh viện ở Funchal mang tên Maria Amélia, và cho đến khi ông qua đời đã tài trợ cho việc duy trì một phòng bệnh đôi ở đó. Ông cũng tặng một bức tượng Đức Mẹ Sầu Bi để tưởng nhớ Maria Amélia. Tiếp theo, ông đến thăm ngôi nhà (được gọi là Quinta das Angústias, hay Anguished Villa), nơi cô qua đời; ông đã viết: "trong một thời gian dài, tôi đứng im lặng giữa những suy nghĩ đau buồn và khao khát dưới bóng một cái cây tráng lệ bao bọc và bảo vệ ngôi nhà nơi thiên thần đã không còn tồn tại, đã khóc lóc cay đắng cho nó". Trong hồi ký của mình, Maximilian cũng đề cập đến hòn đảo Madeira, nơi "sự sống [đã] bị dập tắt dường như được định sẵn để đảm bảo hạnh phúc yên bình của riêng tôi".

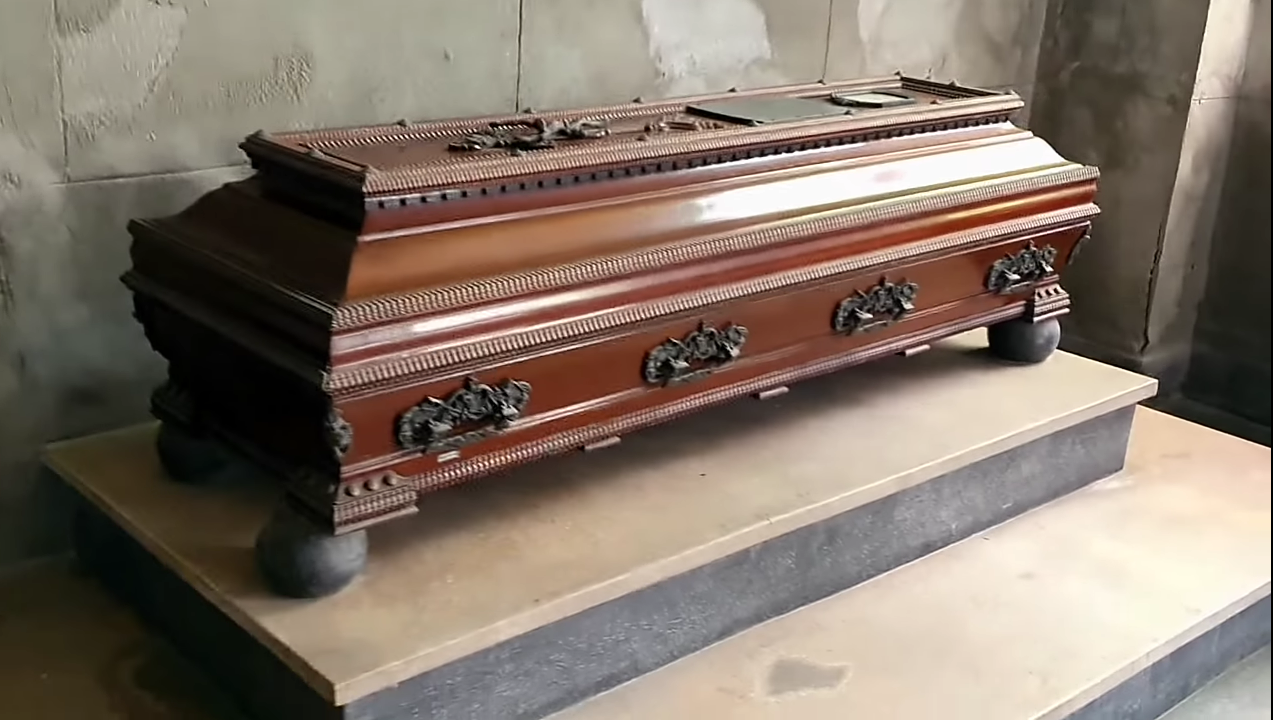
Quan tài của Maria Amélia trong Tu viện Santo Antônio ở Rio de Janeiro, Brasil

Sau khi đến Brasil vào ngày 11 tháng 1 năm 1860, Maximilian bị mê hoặc bởi đất nước, một chế độ quân chủ duy nhất ở Nam Mỹ, đất nước nằm dưới sự cai trị của anh trai vị hôn thê đã khuất của ông. Lấy cảm hứng từ sự ổn định và thịnh vượng mà ông thấy ở đó, vào ngày 10 tháng 4 năm 1864, ông đồng ý trở thành hoàng đế của Đế chế Mexico mới được thành lập, tin rằng ông có thể đạt được kết quả tương tự ở Mexico. Nhưng thay vào đó, sau cuộc giao tranh giữa phe bảo thủ và phe tự do Mexico, Maximilian bị hành quyết vào ngày 19 tháng 6 năm 1867, sau khi bị bắt bởi phe Juaristas. Trong một sự kính trọng cuối cùng đối với Maria Amélia, khi ông bị tước hết hành trang để đối mặt với một đội xử bắn, Maximilian đã yêu cầu gửi cho mẹ cô chiếc huy chương nhỏ của Đức Trinh Nữ Maria mà cô ấy đã tặng cho ông. Trong khi cuộc đời của Maria Amélia ít ảnh hưởng đến các sự kiện ở Brasil hoặc Bồ Đào Nha, nhưng cái chết của cô lại có tác động đáng kể, gián tiếp, đối với lịch sử của Mexico.

## Tước hiệu

### Tước hiệu và kính xưng hoàng gia
- 1 tháng 12 năm 1831 – 4 tháng 2 năm 1853: Her Highness Hoàng nữ Dona Maria Amélia của Brasil

### Danh dự
Hoàng nữ Maria Amélia là người đã được trao các Huân chương Brasil, gồm có:
- Đại Thập tự của Huân chương Pedro I.[65]
- Đại Thập tự Huân chương Hoa hồng.[65]

Cô đã nhận nhiều huân chương ở nước ngoài, gồm có:
- Huân chương Vương thất dành cho các Quý bà của Huân chương Vương hậu Maria Luisa.[66]
- Grand Cross của người Bồ Đào Nha Huân chương Đức Mẹ Vô nhiễm Nguyên tội của Vila Viçosa.[66]
- Grand Cross của người Bồ Đào Nha Huân chương Thánh Isabel.[66]
- Huy hiệu của Áo Huân chương Thập tự giá.[66]
- Phù hiệu của Bayern Huân chương Thánh Elizabeth.[66]

## Phả hệ
| \| \| \| \| \| \| \| \| \| \| \| \| \| \| 16. José I của Bồ Đào Nha \| \| \| \| \| \| \| \| \| \| \| \| \| \| \| \| \| \| \| \| \| \| \| \| \| \| \| \| \| \| \| \| \| \| \| \| \| \| \| \| \| \| \| \| \| \| \| \| \| \| \| \| \| \| \| \| \| \| \| \| 8. Maria I của Bồ Đào Nha và Brasil[5] \| \| \| \| \| \| \| \| \| \| \| \| \| \| \| \| \| \| \| \| \| \| \| \| \| \| \| \| \| \| \| \| \| \| \| \| \| \| \| \| \| \| \| \| \| \| \| \| \| \| \| \| \| \| \| \| \| \| \| \| \| \| \| \| \| \| \| \| \| \| \| \| 17. Mariana Victoria của Tây Ban Nha \| \| \| \| \| \| \| \| \| \| \| \| \| \| \| \| \| \| \| \| \| \| \| \| \| \| \| \| \| \| \| \| \| \| \| \| \| \| \| \| \| \| \| \| \| \| \| \| \| \| \| \| \| \| \| \| \| \| \| \| \| \| \| \| \| \| \| \| \| \| \| \| 4. João VI của Bồ Đào Nha và Brasil[5] \| \| \| \| \| \| \| \| \| \| \| \| \| \| \| \| \| \| \| \| \| \| \| \| \| \| \| \| \| \| \| \| \| \| \| \| \| \| \| \| \| \| \| \| \| \| \| \| \| \| \| \| \| \| \| \| \| \| \| \| \| \| \| \| \| \| \| \| \| \| \| \| 18. João V củ Bồ Đào Nha \| \| \| \| \| \| \| \| \| \| \| \| \| \| \| \| \| \| \| \| \| \| \| \| \| \| \| \| \| \| \| \| \| \| \| \| \| \| \| \| \| \| \| \| \| \| \| \| \| \| \| \| \| \| \| \| \| \| \| \| \| \| \| \| \| \| \| \| \| \| \| \| 9. Pedro III của Bồ Đào Nha[5] \| \| \| \| \| \| \| \| \| \| \| \| \| \| \| \| \| \| \| \| \| \| \| \| \| \| \| \| \| \| \| \| \| \| \| \| \| \| \| \| \| \| \| \| \| \| \| \| \| \| \| \| \| \| \| \| \| \| \| \| \| \| \| \| \| \| \| \| \| \| \| \| 19. Maria Anna Josepha của Áo \| \| \| \| \| \| \| \| \| \| \| \| \| \| \| \| \| \| \| \| \| \| \| \| \| \| \| \| \| \| \| \| \| \| \| \| \| \| \| \| \| \| \| \| \| \| \| \| \| \| \| \| \| \| \| \| \| \| \| \| \| \| \| \| \| \| \| \| \| \| \| \| 2. Pedro I của Brasil và IV của Bồ Đào Nha \| \| \| \| \| \| \| \| \| \| \| \| \| \| \| \| \| \| \| \| \| \| \| \| \| \| \| \| \| \| \| \| \| \| \| \| \| \| \| \| \| \| \| \| \| \| \| \| \| \| \| \| \| \| \| \| \| \| \| \| \| \| \| \| \| \| \| \| \| \| \| \| 20. Carlos III của Tây Ban Nha \| \| \| \| \| \| \| \| \| \| \| \| \| \| \| \| \| \| \| \| \| \| \| \| \| \| \| \| \| \| \| \| \| \| \| \| \| \| \| \| \| \| \| \| \| \| \| \| \| \| \| \| \| \| \| \| \| \| \| \| \| \| \| \| \| \| \| \| \| \| \| \| 10. Carlos IV của Tây Ban Nha[5] \| \| \| \| \| \| \| \| \| \| \| \| \| \| \| \| \| \| \| \| \| \| \| \| \| \| \| \| \| \| \| \| \| \| \| \| \| \| \| \| \| \| \| \| \| \| \| \| \| \| \| \| \| \| \| \| \| \| \| \| \| \| \| \| \| \| \| \| \| \| \| \| 21. Elisabetta Franese \| \| \| \| \| \| \| \| \| \| \| \| \| \| \| \| \| \| \| \| \| \| \| \| \| \| \| \| \| \| \| \| \| \| \| \| \| \| \| \| \| \| \| \| \| \| \| \| \| \| \| \| \| \| \| \| \| \| \| \| \| \| \| \| \| \| \| \| \| \| \| \| 5. Carlota Joaquina của Tây Ban Nha[5] \| \| \| \| \| \| \| \| \| \| \| \| \| \| \| \| \| \| \| \| \| \| \| \| \| \| \| \| \| \| \| \| \| \| \| \| \| \| \| \| \| \| \| \| \| \| \| \| \| \| \| \| \| \| \| \| \| \| \| \| \| \| \| \| \| \| \| \| \| \| \| \| 22. Filippo I xứ Parma \| \| \| \| \| \| \| \| \| \| \| \| \| \| \| \| \| \| \| \| \| \| \| \| \| \| \| \| \| \| \| \| \| \| \| \| \| \| \| \| \| \| \| \| \| \| \| \| \| \| \| \| \| \| \| \| \| \| \| \| \| \| \| \| \| \| \| \| \| \| \| \| 11. María Luisa của Parma[5] \| \| \| \| \| \| \| \| \| \| \| \| \| \| \| \| \| \| \| \| \| \| \| \| \| \| \| \| \| \| \| \| \| \| \| \| \| \| \| \| \| \| \| \| \| \| \| \| \| \| \| \| \| \| \| \| \| \| \| \| \| \| \| \| \| \| \| \| \| \| \| \| 23. Louise Élisabethcủa Pháp \| \| \| \| \| \| \| \| \| \| \| \| \| \| \| \| \| \| \| \| \| \| \| \| \| \| \| \| \| \| \| \| \| \| \| \| \| \| \| \| \| \| \| \| \| \| \| \| \| \| \| \| \| \| \| \| \| \| \| \| \| \| \| \| \| \| \| \| \| \| \| \| 1. Maria Amélia của Brasil \| \| \| \| \| \| \| \| \| \| \| \| \| \| \| \| \| \| \| \| \| \| \| \| \| \| \| \| \| \| \| \| \| \| \| \| \| \| \| \| \| \| \| \| \| \| \| \| \| \| \| \| \| \| \| \| \| \| \| \| \| \| \| \| \| \| \| \| \| \| \| \| 24. François V de Beauharnais \| \| \| \| \| \| \| \| \| \| \| \| \| \| \| \| \| \| \| \| \| \| \| \| \| \| \| \| \| \| \| \| \| \| \| \| \| \| \| \| \| \| \| \| \| \| \| \| \| \| \| \| \| \| \| \| \| \| \| \| \| \| \| \| \| \| \| \| \| \| \| \| 12. Alexandre, Tử tước xứ Beauharnais[1] \| \| \| \| \| \| \| \| \| \| \| \| \| \| \| \| \| \| \| \| \| \| \| \| \| \| \| \| \| \| \| \| \| \| \| \| \| \| \| \| \| \| \| \| \| \| \| \| \| \| \| \| \| \| \| \| \| \| \| \| \| \| \| \| \| \| \| \| \| \| \| \| 25. Henriette de Pyvart de Chastullé \| \| \| \| \| \| \| \| \| \| \| \| \| \| \| \| \| \| \| \| \| \| \| \| \| \| \| \| \| \| \| \| \| \| \| \| \| \| \| \| \| \| \| \| \| \| \| \| \| \| \| \| \| \| \| \| \| \| \| \| \| \| \| \| \| \| \| \| \| \| \| \| 6. Eugène de Beauharnais, Công tước xứ Leuchtenberg[1] \| \| \| \| \| \| \| \| \| \| \| \| \| \| \| \| \| \| \| \| \| \| \| \| \| \| \| \| \| \| \| \| \| \| \| \| \| \| \| \| \| \| \| \| \| \| \| \| \| \| \| \| \| \| \| \| \| \| \| \| \| \| \| \| \| \| \| \| \| \| \| \| 26. Joseph Gaspard Tascher de la Pagerie \| \| \| \| \| \| \| \| \| \| \| \| \| \| \| \| \| \| \| \| \| \| \| \| \| \| \| \| \| \| \| \| \| \| \| \| \| \| \| \| \| \| \| \| \| \| \| \| \| \| \| \| \| \| \| \| \| \| \| \| \| \| \| \| \| \| \| \| \| \| \| \| 13. Joséphine Tascher de la Pagerie[1] \| \| \| \| \| \| \| \| \| \| \| \| \| \| \| \| \| \| \| \| \| \| \| \| \| \| \| \| \| \| \| \| \| \| \| \| \| \| \| \| \| \| \| \| \| \| \| \| \| \| \| \| \| \| \| \| \| \| \| \| \| \| \| \| \| \| \| \| \| \| \| \| 27. Rose Claire des Vergers de Sannois \| \| \| \| \| \| \| \| \| \| \| \| \| \| \| \| \| \| \| \| \| \| \| \| \| \| \| \| \| \| \| \| \| \| \| \| \| \| \| \| \| \| \| \| \| \| \| \| \| \| \| \| \| \| \| \| \| \| \| \| \| \| \| \| \| \| \| \| \| \| \| \| 3. Amélie của Leuchtenberg \| \| \| \| \| \| \| \| \| \| \| \| \| \| \| \| \| \| \| \| \| \| \| \| \| \| \| \| \| \| \| \| \| \| \| \| \| \| \| \| \| \| \| \| \| \| \| \| \| \| \| \| \| \| \| \| \| \| \| \| \| \| \| \| \| \| \| \| \| \| \| \| 28. Friedrich Michael xứ Pfalz-Birkenfeld-Bischweiler \| \| \| \| \| \| \| \| \| \| \| \| \| \| \| \| \| \| \| \| \| \| \| \| \| \| \| \| \| \| \| \| \| \| \| \| \| \| \| \| \| \| \| \| \| \| \| \| \| \| \| \| \| \| \| \| \| \| \| \| \| \| \| \| \| \| \| \| \| \| \| \| 14. Maximilian I Joseph của Bayern[1] \| \| \| \| \| \| \| \| \| \| \| \| \| \| \| \| \| \| \| \| \| \| \| \| \| \| \| \| \| \| \| \| \| \| \| \| \| \| \| \| \| \| \| \| \| \| \| \| \| \| \| \| \| \| \| \| \| \| \| \| \| \| \| \| \| \| \| \| \| \| \| \| 29. Maria Franziska xứ Pfalz-Sulzbach \| \| \| \| \| \| \| \| \| \| \| \| \| \| \| \| \| \| \| \| \| \| \| \| \| \| \| \| \| \| \| \| \| \| \| \| \| \| \| \| \| \| \| \| \| \| \| \| \| \| \| \| \| \| \| \| \| \| \| \| \| \| \| \| \| \| \| \| \| \| \| \| 7. Auguste của Bayern[1] \| \| \| \| \| \| \| \| \| \| \| \| \| \| \| \| \| \| \| \| \| \| \| \| \| \| \| \| \| \| \| \| \| \| \| \| \| \| \| \| \| \| \| \| \| \| \| \| \| \| \| \| \| \| \| \| \| \| \| \| \| \| \| \| \| \| \| \| \| \| \| \| 30. Georg Wilhelm xứ Hessen-Darmstadt \| \| \| \| \| \| \| \| \| \| \| \| \| \| \| \| \| \| \| \| \| \| \| \| \| \| \| \| \| \| \| \| \| \| \| \| \| \| \| \| \| \| \| \| \| \| \| \| \| \| \| \| \| \| \| \| \| \| \| \| \| \| \| \| \| \| \| \| \| \| \| \| 15. Auguste Wilhelmine xứ Hessen-Darmstadt[1] \| \| \| \| \| \| \| \| \| \| \| \| \| \| \| \| \| \| \| \| \| \| \| \| \| \| \| \| \| \| \| \| \| \| \| \| \| \| \| \| \| \| \| \| \| \| \| \| \| \| \| \| \| \| \| \| \| \| \| \| \| \| \| \| \| \| \| \| \| \| \| \| 31. Maria Luise Albertine xứ Leiningen-Dagsburg-Falkenburg \| \| \| \| \| \| \| \| \| \| \| \| \| \| \| \| \| \| \| \| \| \| \| \| \| \| \| \| \| \| \| \| \| \| \| \| \| \| \| \| \| \| \| \| \| \| \| \| \| \| \| \| |                                                            |  |  |  |  |  |  |  |  |  |  |  |                           |  |  |  |
| |                                                            |  |  |  |  |  |  |  |  |  |  |  | 16. José I của Bồ Đào Nha |  |  |  |
| |                                                            |  |  |  |  |  |  |  |  |  |  |  |                           |  |  |  |
| |                                                            |  |  |  |  |  |  |  |  |  |  |  |                           |  |  |  |
| |                                                            |  |  |  |  |  |  |  |  |  |  |  |                           |  |  |  |
| | 8. Maria I của Bồ Đào Nha và Brasil                        |  |  |  |  |  |  |  |  |  |  |  |                           |  |  |  |
| |                                                            |  |  |  |  |  |  |  |  |  |  |  |                           |  |  |  |
| |                                                            |  |  |  |  |  |  |  |  |  |  |  |                           |  |  |  |
| |                                                            |  |  |  |  |  |  |  |  |  |  |  |                           |  |  |  |
| | 17. Mariana Victoria của Tây Ban Nha                       |  |  |  |  |  |  |  |  |  |  |  |                           |  |  |  |
| |                                                            |  |  |  |  |  |  |  |  |  |  |  |                           |  |  |  |
| |                                                            |  |  |  |  |  |  |  |  |  |  |  |                           |  |  |  |
| |                                                            |  |  |  |  |  |  |  |  |  |  |  |                           |  |  |  |
| | 4. João VI của Bồ Đào Nha và Brasil                        |  |  |  |  |  |  |  |  |  |  |  |                           |  |  |  |
| |                                                            |  |  |  |  |  |  |  |  |  |  |  |                           |  |  |  |
| |                                                            |  |  |  |  |  |  |  |  |  |  |  |                           |  |  |  |
| |                                                            |  |  |  |  |  |  |  |  |  |  |  |                           |  |  |  |
| | 18. João V củ Bồ Đào Nha                                   |  |  |  |  |  |  |  |  |  |  |  |                           |  |  |  |
| |                                                            |  |  |  |  |  |  |  |  |  |  |  |                           |  |  |  |
| |                                                            |  |  |  |  |  |  |  |  |  |  |  |                           |  |  |  |
| |                                                            |  |  |  |  |  |  |  |  |  |  |  |                           |  |  |  |
| | 9. Pedro III của Bồ Đào Nha                                |  |  |  |  |  |  |  |  |  |  |  |                           |  |  |  |
| |                                                            |  |  |  |  |  |  |  |  |  |  |  |                           |  |  |  |
| |                                                            |  |  |  |  |  |  |  |  |  |  |  |                           |  |  |  |
| |                                                            |  |  |  |  |  |  |  |  |  |  |  |                           |  |  |  |
| | 19. Maria Anna Josepha của Áo                              |  |  |  |  |  |  |  |  |  |  |  |                           |  |  |  |
| |                                                            |  |  |  |  |  |  |  |  |  |  |  |                           |  |  |  |
| |                                                            |  |  |  |  |  |  |  |  |  |  |  |                           |  |  |  |
| |                                                            |  |  |  |  |  |  |  |  |  |  |  |                           |  |  |  |
| | 2. Pedro I của Brasil và IV của Bồ Đào Nha                 |  |  |  |  |  |  |  |  |  |  |  |                           |  |  |  |
| |                                                            |  |  |  |  |  |  |  |  |  |  |  |                           |  |  |  |
| |                                                            |  |  |  |  |  |  |  |  |  |  |  |                           |  |  |  |
| |                                                            |  |  |  |  |  |  |  |  |  |  |  |                           |  |  |  |
| | 20. Carlos III của Tây Ban Nha                             |  |  |  |  |  |  |  |  |  |  |  |                           |  |  |  |
| |                                                            |  |  |  |  |  |  |  |  |  |  |  |                           |  |  |  |
| |                                                            |  |  |  |  |  |  |  |  |  |  |  |                           |  |  |  |
| |                                                            |  |  |  |  |  |  |  |  |  |  |  |                           |  |  |  |
| | 10. Carlos IV của Tây Ban Nha                              |  |  |  |  |  |  |  |  |  |  |  |                           |  |  |  |
| |                                                            |  |  |  |  |  |  |  |  |  |  |  |                           |  |  |  |
| |                                                            |  |  |  |  |  |  |  |  |  |  |  |                           |  |  |  |
| |                                                            |  |  |  |  |  |  |  |  |  |  |  |                           |  |  |  |
| | 21. Elisabetta Franese                                     |  |  |  |  |  |  |  |  |  |  |  |                           |  |  |  |
| |                                                            |  |  |  |  |  |  |  |  |  |  |  |                           |  |  |  |
| |                                                            |  |  |  |  |  |  |  |  |  |  |  |                           |  |  |  |
| |                                                            |  |  |  |  |  |  |  |  |  |  |  |                           |  |  |  |
| | 5. Carlota Joaquina của Tây Ban Nha                        |  |  |  |  |  |  |  |  |  |  |  |                           |  |  |  |
| |                                                            |  |  |  |  |  |  |  |  |  |  |  |                           |  |  |  |
| |                                                            |  |  |  |  |  |  |  |  |  |  |  |                           |  |  |  |
| |                                                            |  |  |  |  |  |  |  |  |  |  |  |                           |  |  |  |
| | 22. Filippo I xứ Parma                                     |  |  |  |  |  |  |  |  |  |  |  |                           |  |  |  |
| |                                                            |  |  |  |  |  |  |  |  |  |  |  |                           |  |  |  |
| |                                                            |  |  |  |  |  |  |  |  |  |  |  |                           |  |  |  |
| |                                                            |  |  |  |  |  |  |  |  |  |  |  |                           |  |  |  |
| | 11. María Luisa của Parma                                  |  |  |  |  |  |  |  |  |  |  |  |                           |  |  |  |
| |                                                            |  |  |  |  |  |  |  |  |  |  |  |                           |  |  |  |
| |                                                            |  |  |  |  |  |  |  |  |  |  |  |                           |  |  |  |
| |                                                            |  |  |  |  |  |  |  |  |  |  |  |                           |  |  |  |
| | 23. Louise Élisabethcủa Pháp                               |  |  |  |  |  |  |  |  |  |  |  |                           |  |  |  |
| |                                                            |  |  |  |  |  |  |  |  |  |  |  |                           |  |  |  |
| |                                                            |  |  |  |  |  |  |  |  |  |  |  |                           |  |  |  |
| |                                                            |  |  |  |  |  |  |  |  |  |  |  |                           |  |  |  |
| | 1. Maria Amélia của Brasil                                 |  |  |  |  |  |  |  |  |  |  |  |                           |  |  |  |
| |                                                            |  |  |  |  |  |  |  |  |  |  |  |                           |  |  |  |
| |                                                            |  |  |  |  |  |  |  |  |  |  |  |                           |  |  |  |
| |                                                            |  |  |  |  |  |  |  |  |  |  |  |                           |  |  |  |
| | 24. François V de Beauharnais                              |  |  |  |  |  |  |  |  |  |  |  |                           |  |  |  |
| |                                                            |  |  |  |  |  |  |  |  |  |  |  |                           |  |  |  |
| |                                                            |  |  |  |  |  |  |  |  |  |  |  |                           |  |  |  |
| |                                                            |  |  |  |  |  |  |  |  |  |  |  |                           |  |  |  |
| | 12. Alexandre, Tử tước xứ Beauharnais                      |  |  |  |  |  |  |  |  |  |  |  |                           |  |  |  |
| |                                                            |  |  |  |  |  |  |  |  |  |  |  |                           |  |  |  |
| |                                                            |  |  |  |  |  |  |  |  |  |  |  |                           |  |  |  |
| |                                                            |  |  |  |  |  |  |  |  |  |  |  |                           |  |  |  |
| | 25. Henriette de Pyvart de Chastullé                       |  |  |  |  |  |  |  |  |  |  |  |                           |  |  |  |
| |                                                            |  |  |  |  |  |  |  |  |  |  |  |                           |  |  |  |
| |                                                            |  |  |  |  |  |  |  |  |  |  |  |                           |  |  |  |
| |                                                            |  |  |  |  |  |  |  |  |  |  |  |                           |  |  |  |
| | 6. Eugène de Beauharnais, Công tước xứ Leuchtenberg        |  |  |  |  |  |  |  |  |  |  |  |                           |  |  |  |
| |                                                            |  |  |  |  |  |  |  |  |  |  |  |                           |  |  |  |
| |                                                            |  |  |  |  |  |  |  |  |  |  |  |                           |  |  |  |
| |                                                            |  |  |  |  |  |  |  |  |  |  |  |                           |  |  |  |
| | 26. Joseph Gaspard Tascher de la Pagerie                   |  |  |  |  |  |  |  |  |  |  |  |                           |  |  |  |
| |                                                            |  |  |  |  |  |  |  |  |  |  |  |                           |  |  |  |
| |                                                            |  |  |  |  |  |  |  |  |  |  |  |                           |  |  |  |
| |                                                            |  |  |  |  |  |  |  |  |  |  |  |                           |  |  |  |
| | 13. Joséphine Tascher de la Pagerie                        |  |  |  |  |  |  |  |  |  |  |  |                           |  |  |  |
| |                                                            |  |  |  |  |  |  |  |  |  |  |  |                           |  |  |  |
| |                                                            |  |  |  |  |  |  |  |  |  |  |  |                           |  |  |  |
| |                                                            |  |  |  |  |  |  |  |  |  |  |  |                           |  |  |  |
| | 27. Rose Claire des Vergers de Sannois                     |  |  |  |  |  |  |  |  |  |  |  |                           |  |  |  |
| |                                                            |  |  |  |  |  |  |  |  |  |  |  |                           |  |  |  |
| |                                                            |  |  |  |  |  |  |  |  |  |  |  |                           |  |  |  |
| |                                                            |  |  |  |  |  |  |  |  |  |  |  |                           |  |  |  |
| | 3. Amélie của Leuchtenberg                                 |  |  |  |  |  |  |  |  |  |  |  |                           |  |  |  |
| |                                                            |  |  |  |  |  |  |  |  |  |  |  |                           |  |  |  |
| |                                                            |  |  |  |  |  |  |  |  |  |  |  |                           |  |  |  |
| |                                                            |  |  |  |  |  |  |  |  |  |  |  |                           |  |  |  |
| | 28. Friedrich Michael xứ Pfalz-Birkenfeld-Bischweiler      |  |  |  |  |  |  |  |  |  |  |  |                           |  |  |  |
| |                                                            |  |  |  |  |  |  |  |  |  |  |  |                           |  |  |  |
| |                                                            |  |  |  |  |  |  |  |  |  |  |  |                           |  |  |  |
| |                                                            |  |  |  |  |  |  |  |  |  |  |  |                           |  |  |  |
| | 14. Maximilian I Joseph của Bayern                         |  |  |  |  |  |  |  |  |  |  |  |                           |  |  |  |
| |                                                            |  |  |  |  |  |  |  |  |  |  |  |                           |  |  |  |
| |                                                            |  |  |  |  |  |  |  |  |  |  |  |                           |  |  |  |
| |                                                            |  |  |  |  |  |  |  |  |  |  |  |                           |  |  |  |
| | 29. Maria Franziska xứ Pfalz-Sulzbach                      |  |  |  |  |  |  |  |  |  |  |  |                           |  |  |  |
| |                                                            |  |  |  |  |  |  |  |  |  |  |  |                           |  |  |  |
| |                                                            |  |  |  |  |  |  |  |  |  |  |  |                           |  |  |  |
| |                                                            |  |  |  |  |  |  |  |  |  |  |  |                           |  |  |  |
| | 7. Auguste của Bayern                                      |  |  |  |  |  |  |  |  |  |  |  |                           |  |  |  |
| |                                                            |  |  |  |  |  |  |  |  |  |  |  |                           |  |  |  |
| |                                                            |  |  |  |  |  |  |  |  |  |  |  |                           |  |  |  |
| |                                                            |  |  |  |  |  |  |  |  |  |  |  |                           |  |  |  |
| | 30. Georg Wilhelm xứ Hessen-Darmstadt                      |  |  |  |  |  |  |  |  |  |  |  |                           |  |  |  |
| |                                                            |  |  |  |  |  |  |  |  |  |  |  |                           |  |  |  |
| |                                                            |  |  |  |  |  |  |  |  |  |  |  |                           |  |  |  |
| |                                                            |  |  |  |  |  |  |  |  |  |  |  |                           |  |  |  |
| | 15. Auguste Wilhelmine xứ Hessen-Darmstadt                 |  |  |  |  |  |  |  |  |  |  |  |                           |  |  |  |
| |                                                            |  |  |  |  |  |  |  |  |  |  |  |                           |  |  |  |
| |                                                            |  |  |  |  |  |  |  |  |  |  |  |                           |  |  |  |
| |                                                            |  |  |  |  |  |  |  |  |  |  |  |                           |  |  |  |
| | 31. Maria Luise Albertine xứ Leiningen-Dagsburg-Falkenburg |  |  |  |  |  |  |  |  |  |  |  |                           |  |  |  |
| |                                                            |  |  |  |  |  |  |  |  |  |  |  |                           |  |  |  |
| |                                                            |  |  |  |  |  |  |  |  |  |  |  |                           |  |  |  |